# Move Bitch
Pour les articles homonymes, voir Bitch.
 (novembre 2017).
Si vous disposez d'ouvrages ou d'articles de référence ou si vous connaissez des sites web de qualité traitant du thème abordé ici, merci de compléter l'article en donnant les références utiles à sa vérifiabilité et en les liant à la section « Notes et références ».
Singles de Ludacris
Welcome to Atlanta
(2002) Gossip Folks
(2002)
Move Bitch est une chanson de hip-hop du rappeur américain Ludacris. C'est le quatrième et dernier single issu de son second album Word of Mouf. Sur ce titre, il est en collaboration avec Mystikal et un artiste de son label DTP I-20. C'est aussi l'une des chansons de Ludacris les plus populaires qu'il ait sorties. Ce single est, en effet, le premier single de l'artiste étant apparu en 10e place des charts dans le Billboard Hot 100.
À noter que le titre est apparu en 2003 dans le film Bad Boys II à 1:36:43 avec Will Smith, un film d'action / policier. Deux agents de la police de Miami courent après un baron de la drogue cubain nommé Johnny Tapia.
Ensuite, le titre est apparu en 2008 dans le film Hancock avec Will Smith au début lorsque Hancock vole pour rattraper de jeunes délinquants Asiatiques.

## Censure
Le clip a été censuré sur YouTube par Vevo.